# Neolygus populi
Neolygus populi (Syn.: Lygocoris populi) ist eine Wanzenart aus der Familie der Weichwanzen (Miridae).

## Merkmale
Die Wanzen werden 5,1 bis 6,4 Millimeter lang. Die Arten der Gattung Neolygus sind grün und haben einen ovalen Körper, der aber weniger breit ist als bei Apolygus-Arten. Die Sporne der Schienen (Tibien) sind braun und entspringen von schwarzen Punkten. Das zweite Fühlerglied ist länger als das Pronotum an der Basis breit ist. Neolygus populi kann man von den übrigen Arten der Gattung durch die blassere, mehr blau-grüne Grundfarbe und die kürzeren Fühler unterscheiden. Das dritte Fühlerglied ist sehr kurz und ist kürzer als die Hälfte der Breite des Pronotums.

## Vorkommen und Lebensraum
Die Art ist vor allem in den atlantisch beeinflussten Teilen Europas von Großbritannien über Nordfrankreich, die Niederlande, Belgien und Luxemburg in die westlichen Teile Deutschlands verbreitet. Die genaue Verbreitung und die Häufigkeit sind noch nicht vollständig erforscht, da es zu wenige Fundmeldungen gibt.

## Lebensweise
Die Wanzen leben an Pappeln (Populus), wie etwa Grau-Pappel (Populus × canescens) und Silber-Pappel (Populus alba). Es wird vermutet, dass pro Jahr eine Generation ausgebildet wird. Die adulten Wanzen treten von Juni bis September auf. Die Überwinterung erfolgt als Ei.

## Belege